# Sedum hengduanense
Sedum hengduanense är en fetbladsväxtart som beskrevs av Kun Tsun Fu. Sedum hengduanense ingår i Fetknoppssläktet som ingår i familjen fetbladsväxter. Inga underarter finns listade i Catalogue of Life.